# Obi (filipeta)
Obi (帯) é uma minifilipeta que vem enrolada no lado esquerdo de diversos produtos japoneses e asiáticos, como CDs, jogos de videogame antigos, livros, entre outros, que servem para trazer informações técnicas sobre aquele produto, como nome, número de catálogo, lista de faixas, preço, notas sobre datas de lançamento de artistas ou produtos similares. Desta forma, ele tem como propósito informar os consumidores sobre o tipo de conteúdo que o álbum, jogo ou livro tem, e para que a loja possa usá-lo a fim de pedir mais cópias do mesmo produto.
O termo Obi é usado somente no ocidente, já que o termo correto é tasuki (襷) (que quer dizer "faixa" em japonês). A denominação "Obi" surgiu entre os colecionadores de discos nos anos '60 e '70, que não sabiam que as faixas laterais tinham um nome próprio, e acabaram usando o termo usado para a faixa de pano que se usa de forma similar no quimono.
Produtos que possuem uma faixa Obi se tornaram itens de colecionadores do mundo todo, fazendo com que o preço de produtos com o Obi sejam por vezes bastante elevados.